# Friedhof Oberreit

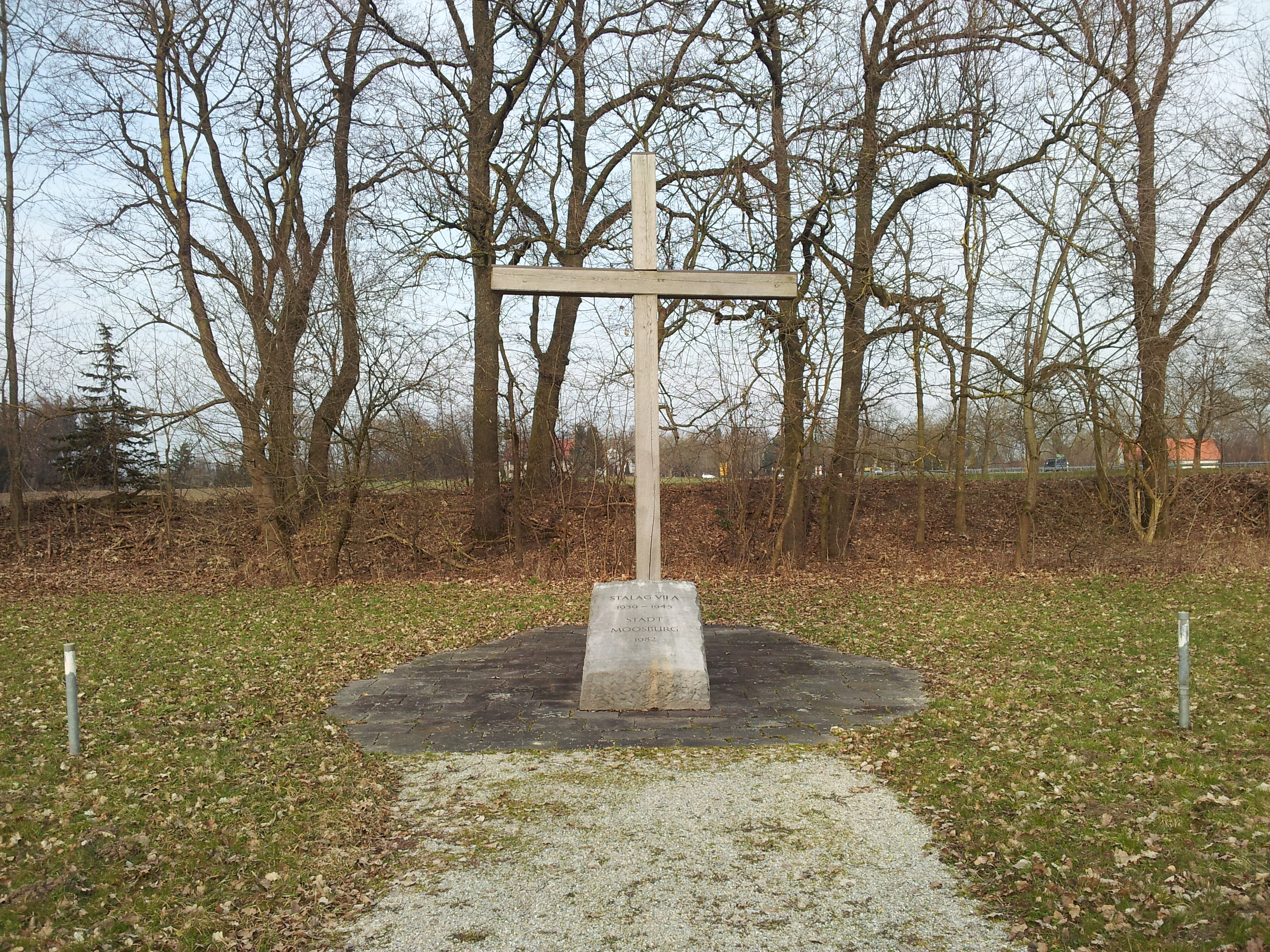
Gedenkkreuz auf dem Friedhof

Auf dem ehemaligen Friedhof Oberreit südlich von Moosburg an der Isar in Richtung Thonstetten wurden zwischen 1939 und 1945 die Toten des Kriegsgefangenenlagers Stalag VII A bestattet. Es soll sich um 1000 bis 2000 Tote, davon 800 sowjetische Soldaten, gehandelt haben. Für die Sowjetsoldaten, die zur Ermordung in die Konzentrationslager deportiert wurden, gibt es keine Gräber.

## Geschichte
Das Kriegsgefangenen-Mannschafts-Stammlager VII A war ein Kriegsgefangenenlager der deutschen Wehrmacht, das im Herbst 1939 im Norden Moosburgs (Oberbayern) zwischen Amper und Isar auf halbem Weg zwischen Freising und Landshut an einer Eisenbahnlinie (separate Bahnstation) errichtet wurde. Gegen Ende des Zweiten Weltkriegs waren dort und in seinen Nebenlagern mehr als 80.000 Kriegsgefangene vieler Nationalitäten interniert. Es galt als größtes Kriegsgefangenenlager innerhalb Deutschlands.
Noch 1945 wurde eine große Zahl von Toten der westlichen Alliierten in Soldatenfriedhöfe im Bundesgebiet, in Luxemburg usw. umgebettet. 1958 wurden die Überreste der verbliebenen Toten aus Oberreit auf den Soldatenfriedhof in Schwabstadl, Landkreis Landsberg, umgebettet und der Friedhof aufgelassen. Dabei haben 756 Sowjetsoldaten, 59 Jugoslawen, 6 Polen, 5 Rumänen und ein Grieche in der Anlage in Schwabstadl ihre letzte Ruhestätte gefunden. Die Überreste von 33 italienischen Soldaten wurden in die Italienische Kriegsgräberstätte im Waldfriedhof nach München umgebettet.
Erst 1982 wurde vor Ort ein Gedenkkreuz errichtet und feierlich geweiht. Dabei waren neben staatlichen Repräsentanten auch Vertreter der französischen Lagergemeinschaft anwesend. Im Jahr 2014, anlässlich des 75. Jahrestages der Errichtung des Lagers, wurde auf Initiative des Vereins Stalag Moosburg e.V. gemeinsam mit der Stadt Moosburg a.d. Isar die Gedenkstätte neu gestaltet und mit einem historischen Gedenkstein ergänzt. In einer Gedenkfeier am 18. Oktober 2014 wurde der Verstorbenen gedacht und die Stätte neu eröffnet.